# Монтефуско
Монтефуско (итал. Montefusco) је насеље у Италији у округу Авелино, региону Кампанија.
Према процени из 2011. у насељу је живело 659 становника. Насеље се налази на надморској висини од 694 м.

## Становништво
Према резултатима пописа становништва 2011. у општини је живело 1.393 становника.
| 1931. | 1936. | 1951. | 1961. | 1971. | 1981. | 1991. | 2001. | 2011. |
| ----- | ----- | ----- | ----- | ----- | ----- | ----- | ----- | ----- |
| 1.947 | 2.175 | 1.931 | 2.040 | 2.008 | 1.706 | 1.636 | 1.475 | 1.393 |